# J-five
Джонатан Ковакс (более известный под именем J-Five; р. 1982, Голливуд, Лос-Анджелес) — американский рэпер и исполнитель рок-группы Dusty White.

## Биография
Джонатан родился в 1982 году в Лос-Анджелесе, начал певческую карьеру в 2004 году с песни "Modern Times". Его первый альбом "Sweet Little Nothing" объединил стили рок, рэп, фанк, джаз и фолк. Его музыку сильно повлияли группы The Beatles, Led Zeppelin и The Rolling Stones, познакомленные ему родителями из Франции и Австрии. Учился в средней школе северного Голливуда, у него три сестры. Выпущенный в Европе сингл Find a Way стал часто транслируемым хитом в России в 2005 году.

## Дискография

### Студийные альбомы
- 2004: Summer, Johnny Five
- 2005: Sweet little nothing, J-five